# برايان فوستر (أستاذ جامعي)
برايان فوستر (بالإنجليزية: Brian Foster)‏ هو فيزيائي بريطاني، ولد في 4 يناير 1954 في Crook, County Durham ‏ في المملكة المتحدة.